# Tony Fox Sales

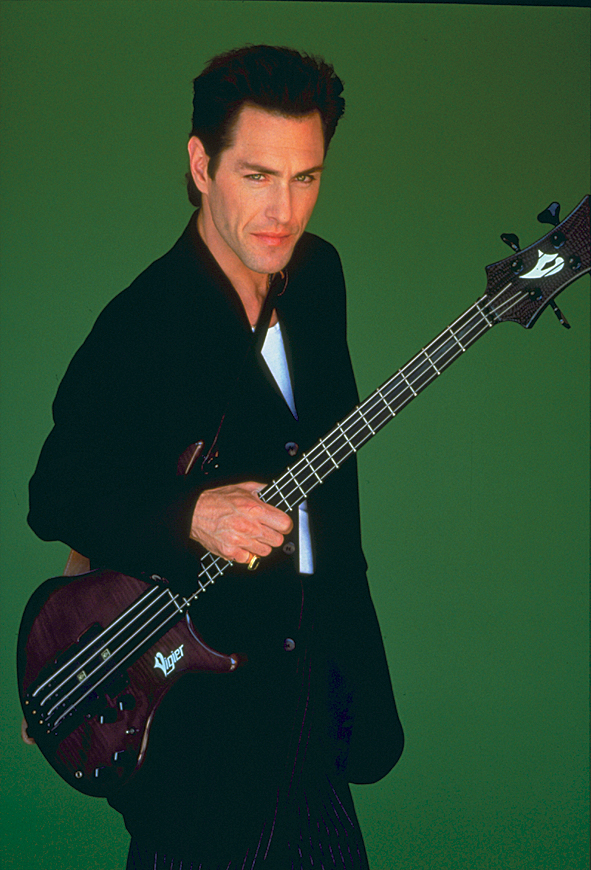
Tony Sales

Tony Fox Sales (26 de setembro de 1951) é um músico estadunidense de rock. Sendo baixista, ele e seu irmão, Hunt Sales (baterista), tocaram com Todd Rundgren, Iggy Pop e na Tin Machine, com David Bowie. 

## Discografia

### Com Todd Rundgren
- Runt (1970)
- Runt: The Ballad of Todd Rundgren (1971)
- Something/Anything?  (1972)

E com Andy Fraser, da banda Free, "Till the Night is Gone".

### Com Iggy Pop
- Kill City (gravado em 1975, lançado em 1977)
- Sister Midnight (gravado em 1977, lançado em 1999)
- Lust for Life (1977)
- TV Eye Live 1977 (1978)

### Com Tin Machine
- Tin Machine (1989)
- Tin Machine II (1991)
- Tin Machine Live: Oy Vey, Baby (1992)

### Solo
- Hired Guns  (2008)